# Блощицын
Блощицын — хутор в Калачеевском районе Воронежской области.
Входит в состав Манинского сельского поселения.

## География

### Улицы
- ул. Хуторянская.

## История
Основан  в  середине 19 века  крестьянами  малороссами  слободы Подгорная.